# 涅爾皮奇耶湖
涅爾皮奇耶湖俄语：是俄羅斯的鹹水湖，位於堪察加半島東部，南岸是港口城鎮烏斯季堪察茨克，面積約552平方公里，平均深度51米，最大深度148米，湖水經117條河流出該湖。